# Galagonyapohók
A galagonyapohók (Trichiura crataegi) a szövőlepkefélék családjába tartozó, Eurázsiában honos, lombos fákon, bokrokon élő éjjeli lepkefaj.

## Megjelenése
A galagonyapohók szárnyfesztávolsága a hímek esetében 2,6-3,2 cm; a nőstényeknél 3-4 cm. A hím feje és válla hamvas barnásszürkék, tora sötétebb barna, potroha sárgásbarna vagy barna. Szárnyai viszonylag rövidek és szélesek. Az elülső szárny világosszürke, szürke vagy barnásszürke; középen széles, sötétebb sáv húzódik rajta keresztben, amelynek mindkét szélét vékony, sötétbarna vonal határolja. A belső vonal ívelt, a külső négyszeresen megtört. A világosabb, széles szárnyszegélyben halvány, többszörösen megtört szegélycsík húzódik. A hátulsó szárny világosabb, egyenes, elmosódott, sötétebb harántsáv található rajta. A szárnyak fonákja barna, halványbarna vagy szürkésbarna, a belső fele kissé sötétebb, határán halvány harántsávval van. A szárnyak rojtja barna vagy barnássárgán-barnán csíkozott.
A nőstény tora hamvas vörösbarnás vagy barnás árnyalatú palaszürke. Feje kissé sárgás, a potroh olyan mint a tor vagy sárgás, néha sárgásan gyűrűzött. Szárnyai hosszabbak, nyújtottabbak. A rajzolat kevésbé markáns, mint a hímnél, az elülső szárny közepe sötétebb és kétoldalt sárgás árnyék határolja. A szegélyen sárgás hullámsávok láthatóak. A hátulsó szárnyon nagyon halvány, egyenes harántsáv húzódik a szárnytő közelében. A fonák barna, szürkésbarna vagy sárgásbarna, elmosódott harántsávval.
Változékonysága nem számottevő.
Petéi tojásdadok, eleinte sárgák, majd megbarnulnak. A nőstény csomókban rakja le és farpamacsa szőreivel fedi be őket.  
Hernyója sötétbarna vagy sötétszürke, hátán széles sávvá összeálló, kettős narancssárga foltsor látható, később élénksárgán gyűrűzött. Bábja zömök, vörösbarna. 

### Hasonló fajok
Magyarországon nem él más, hasonló faj.  

## Elterjedése
Eurázsiában honos az Ibériai-félszigettől egészen a szibériai Amur-vidékig. Magyarországon sokfelé elterjedt, a hűvösebb hegyvidékekről és az Alföld nagy részéről hiányzik.  

## Életmódja
Erdőkben, ártéri erdőkben, bozótosokban, bokrokkal tarkított réteken él.    
Évente egy nemzedéke nő fel, imágóit augusztustól októberig lehet látni. Éjjel aktív, vonzza a mesterséges fény. Petéi áttelelnek. Tavasszal kikelő hernyója különféle bokrok, kisebb fák (kökény, galagonya, málna, szeder, vadkörte, különféle gyümölcsfák, nyír, mogyoró, fűz stb.) leveleivel táplálkozik. Júniusban szürkés szövedékben bábozódik be és többnyire augusztus közepén, szeptemberben kel ki az imágó, ám a bábja néha évekre is elfeküdhet. 
Magyarországon nem védett. 

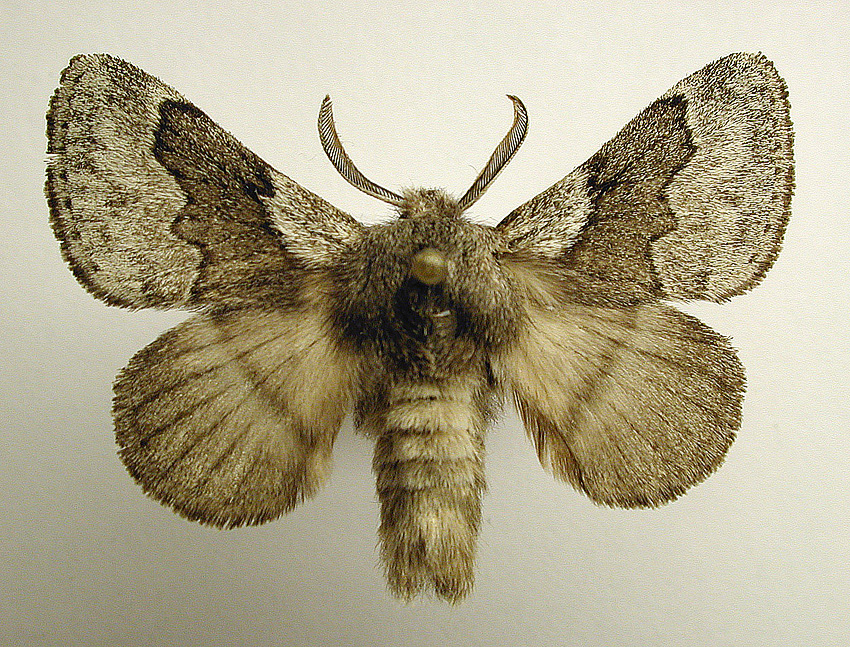
Hím
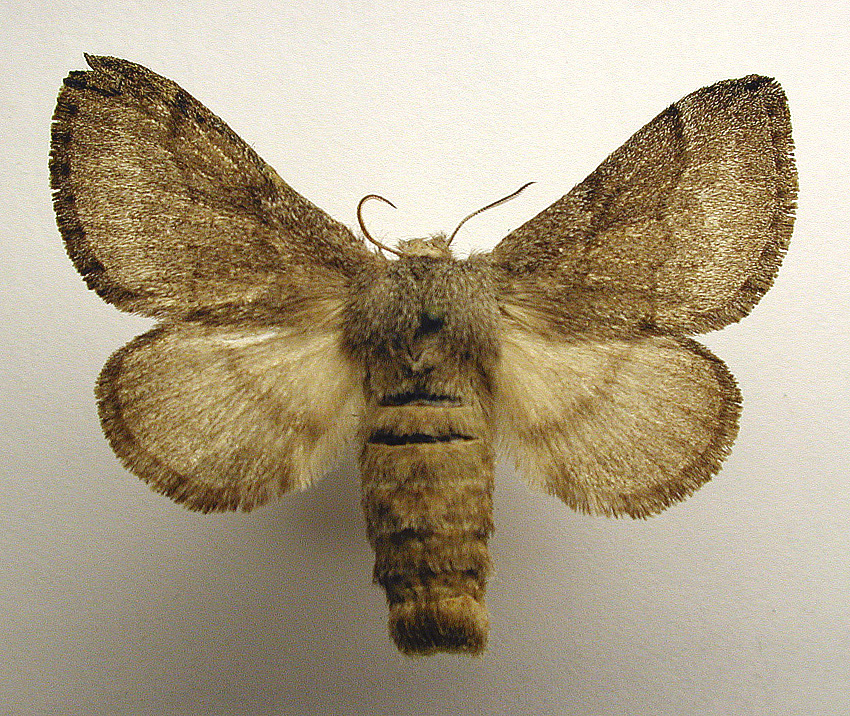
Nőstény
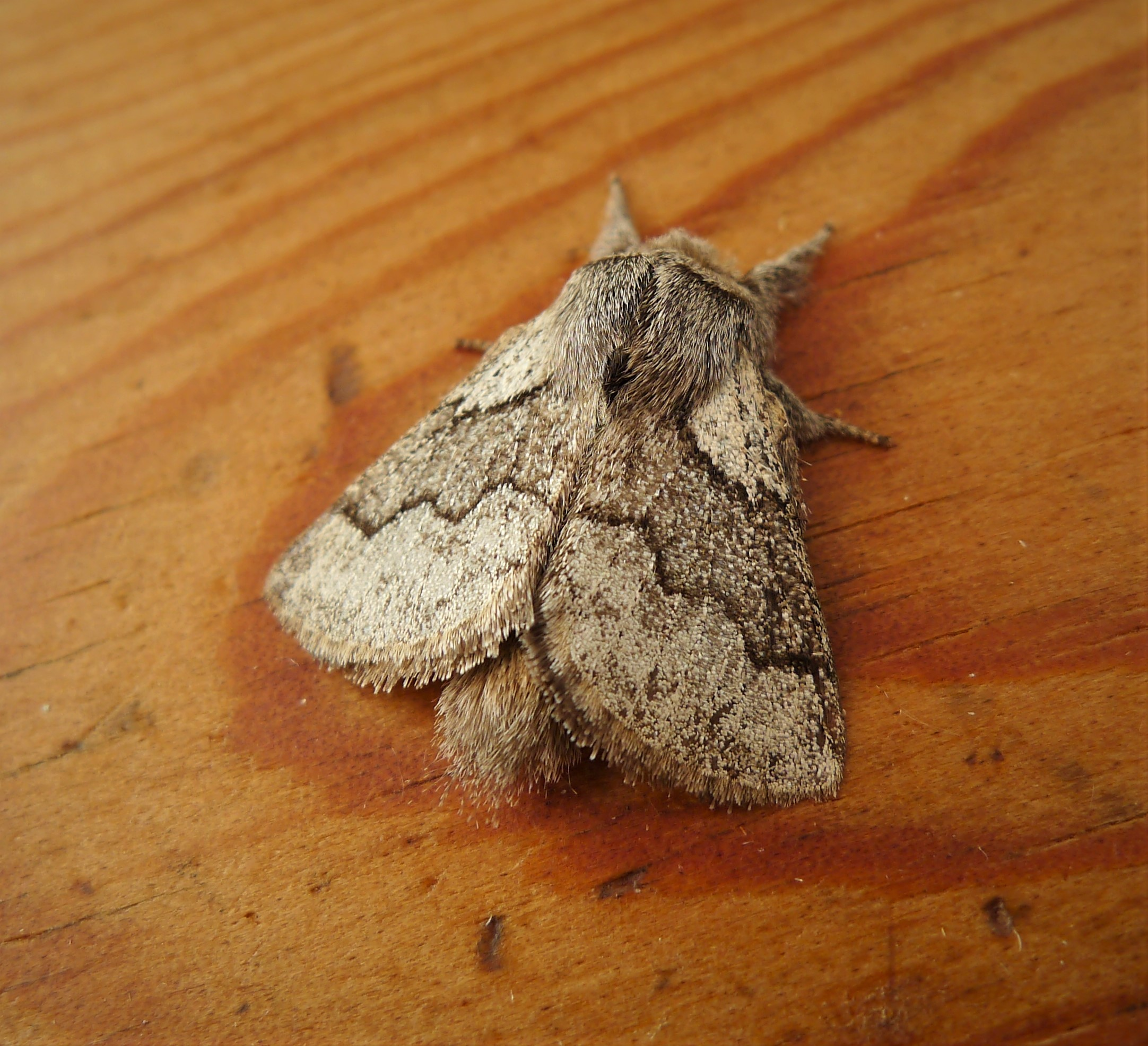
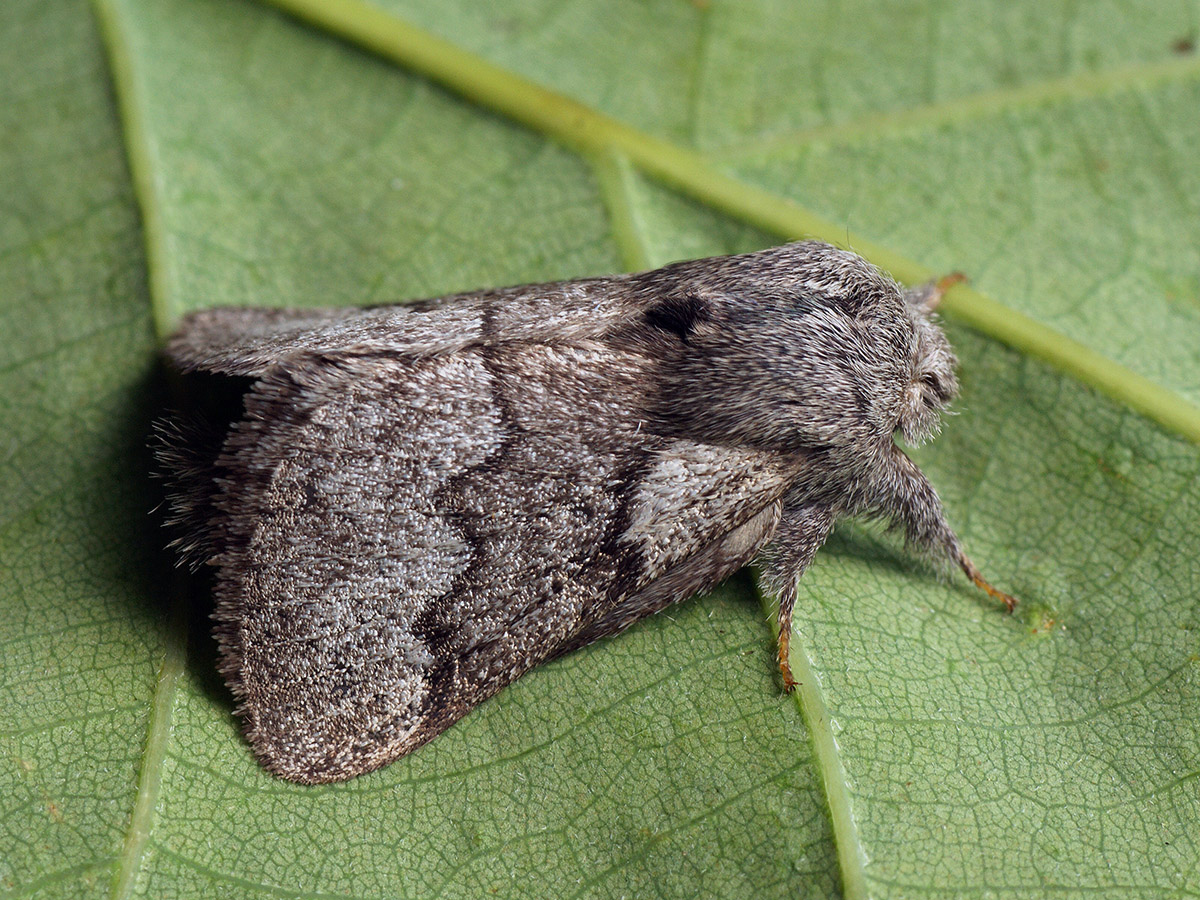
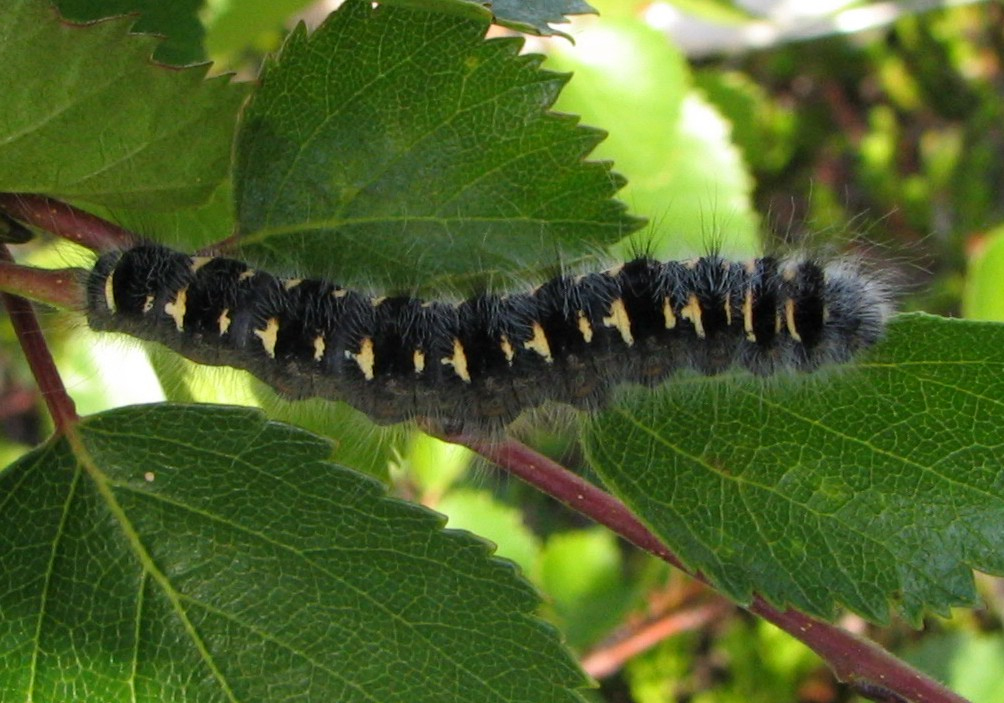